# Werner Jurich
Werner Jurich (* 9. Januar 1928 in Neuschönburg) ist ein ehemaliger deutscher Politiker (SED). Er war von 1980 bis 1990 Staatssekretär im Ministerium für Handel und Versorgung bzw. Handel und Tourismus der DDR.

## Leben
Jurich wurde in Neuschönburg im Kreis Zwickau geboren. Er besuchte die Volksschule von 1934 bis 1942 und absolvierte danach eine kaufmännische Lehre. Anschließend arbeitete er als Wirtschaftskaufmann in einem graphischen Großbetrieb in Zwickau. Von 1952 bis 1954 war er als Hauptbuchhalter im Einzelhandel beschäftigt. Von 1954 bis 1957 studierte er an der Hochschule für Binnenhandel. Von 1958 bis 1965 war er im Institut für Marktforschung in Leipzig tätig, zunächst als wissenschaftlicher Mitarbeiter und später als Abteilungsleiter. Im Jahr 1961 wurde er zum Dr. rer. oec. promoviert.
Jurich ging 1965 als Abteilungsleiter in das Ministerium für Handel und Versorgung. Er wurde später Hauptabteilungsleiter, 1974 stellvertretender Minister und im Mai 1980 als Nachfolger von Kurt Lemke Staatssekretär. Als solcher war er für die Bereiche Planung und Ökonomie im Ministerium verantwortlich. Jurich, der Mitglied der SED war, trat zur Wende in der DDR  aus der Partei aus. Nach der Volkskammerwahl wurde er im April 1990 – vorgeschlagen von der SPD – als Parteiloser von Ministerpräsident Lothar de Maizière zum Staatssekretär im Ministerium für Handel und Tourismus ernannt. Zur Verbesserung der Versorgungslage in der DDR bildete die DDR-Regierung im Juli 1990 einen Operativstab auf Staatssekretärebene und berief Staatssekretär Jurich zum Leiter dieses Operativstabes.

## Auszeichnungen
- 1982 Ehrentitel „Verdienter Mitarbeiter des Handels der Deutschen Demokratischen Republik“
- 1986 Orden Banner der Arbeit Stufe II